# Тур Гуанси
Тур Гуанси (кит. трад. 環廣西公路自行車世界巡回賽; англ. Tour of Guangxi, официальное название по спонсору Gree-Tour of Guangxi) — многодневная шоссейная велогонка на территории Китая в окрестностях Гуанси, дебют которой состоялся с 19 по 24 октября 2017 года. Гонка сразу при создании получила статус UCI World Tour .
Организатором гонки является Wanda Sports Company, спонсором — производитель кондиционеров «Gree Group».
Проводится также аналогичная гонка среди женщин.

## История
1 декабря 2016 года Международный союз велосипедистов (UCI), Wanda Sports Company и народное правительство Гуанси-Чжуанского автономного района подписали в Пекине соглашение о ежегодном проведении с октября 2017 года среди мужчин и женщин многодневной шоссейной велогонки высшего уровня «Gree-Tour of Guangxi». Организация гонки отводилась местному правительству и китайской Wanda Sports Company.
Таким образом, Тур Гуанси стал третьей азиатской гонкой в календаре Мирового тура UCI после Тура Пекина (проводившегося 2011–2014 гг) и Тура Абу Даби.
Первый выпуск гонки состоялся с 19 по 24 октября 2017 года в рамках Мирового тура UCI 2017. На соревнование приехали 16 команд мирового тура. Маршрут соревнования, длиной свыше 1000 км, проходил через Гуанси с юга на север, пересекая равнины, холмы и горы, район залива Бейбу, реки и горы вокруг реки Лицзян, столицу автономной области Нанкин и исторические места Лючжоу, продемонстрировав захватывающие природные сцены, историческую культуру и этнические обычаи региона.

## Победители

### Генеральная классификация
| Год  | Победитель          | Второй             | Третий           |          |
| ---- | ------------------- | ------------------ | ---------------- | -------- |
| 2017 | Тим Велленс         | Бауке Моллема      | Николас Роуч     |          |
| 2018 | Джанни Москон       | Феликс Гросшартнер | Сергей Чернецкий |          |
| 2019 | Энрик Мас           | Даниэль Мартинес   | Диего Роза       |          |
| 2020 | отменено            | отменено           | отменено         | отменено |
| 2021 | отменено            | отменено           | отменено         | отменено |
| 2022 | отменено            | отменено           | отменено         | отменено |
| 2023 | Милан Вадер         | Реми Роша          | Итан Хейтер      |          |
| 2024 | Леннерт Ван Этвельт | Оскар Онли         | Алекс Баудин     |          |

### Другие классификации
| Год  | Очковая           | Горная       | Молодёжная        | Командная       |
| ---- | ----------------- | ------------ | ----------------- | --------------- |
| 2017 | Гавирия, Фернандо | Осс, Даниэль | Алафилипп, Жюлиан | BMC Racing Team |